# تلمبه مختار
تلمبه مختار یک منطقهٔ مسکونی در ایران است که در دهستان گلستان (سیرجان) واقع شده‌است. تلمبه مختار ۲۵ نفر جمعیت دارد.